# Bahnstrecke Doudleby nad Orlicí–Rokytnice v Orlických horách
| |                      |                                               |                                       |
| Kursbuchstrecke (SŽ): | 023                  |                                               |                                       |
| Streckenlänge: | 19,542 km            |                                               |                                       |
| Spurweite: | 1435 mm (Normalspur) |                                               |                                       |
| Maximale Neigung: | 27 ‰                 |                                               |                                       |
| Minimaler Radius: | 150 m                |                                               |                                       |
| Streckengeschwindigkeit: | 50 km/h              |                                               |                                       |
| |                      |                                               |                                       |
| \| \| \| von Chlumec nad Cidlinou (vorm. ÖNWB) \| \| \| \| 0,000 \| Doudleby nad Orlicí früher Daudleb \| 285 m \| \| \| \| nach Międzylesie (vorm. ÖNWB) \| \| \| \| \| vlečka ESAB Vamberk \| \| \| \| 2,586 \| Vamberk früher Wamberg \| 300 m \| \| \| 4,376 \| Peklo nad Zdobnicí früher Peklo H \| 315 m \| \| \| 7,154 \| Rybenský (75 m) \| Rybenský (75 m) \| \| \| 7,380 \| Rybná nad Zdobnicí früher Deutsch-Rybna \| 355 m \| \| \| 10,558 \| Slatina nad Zdobnicí früher Slatina-Jawornitz \| 385 m \| \| \| 14,395 \| Pěčínský (100 m) \| Pěčínský (100 m) \| \| \| 15,130 \| Pěčín früher Pětschin H \| 485 m \| \| \| 18,600 \| Protektoratsgrenze (1938–1945) \| Protektoratsgrenze (1938–1945) \| \| \| 19,542 \| Rokytnice v Orlických horách früher Rokitnitz \| 560 m \| \| \| \| \| \| \| Frühere Namen Stand 1913. [1][2][3] \| \| \| \| |                      |                                               |                                       |
| Strecke |                      | von Chlumec nad Cidlinou (vorm. ÖNWB)         | von Chlumec nad Cidlinou (vorm. ÖNWB) |
| Bahnhof | 0,000                | Doudleby nad Orlicí früher Daudleb            | 285 m                                 |
| Abzweig geradeaus und nach rechts |                      | nach Międzylesie (vorm. ÖNWB)                 | nach Międzylesie (vorm. ÖNWB)         |
| Abzweig geradeaus und von rechts |                      | vlečka ESAB Vamberk                           | vlečka ESAB Vamberk                   |
| Bahnhof | 2,586                | Vamberk früher Wamberg                        | 300 m                                 |
| Haltepunkt / Haltestelle | 4,376                | Peklo nad Zdobnicí früher Peklo H             | 315 m                                 |
| Tunnel | 7,154                | Rybenský (75 m)                               | Rybenský (75 m)                       |
| Haltepunkt / Haltestelle | 7,380                | Rybná nad Zdobnicí früher Deutsch-Rybna       | 355 m                                 |
| Haltepunkt / Haltestelle | 10,558               | Slatina nad Zdobnicí früher Slatina-Jawornitz | 385 m                                 |
| Tunnel | 14,395               | Pěčínský (100 m)                              | Pěčínský (100 m)                      |
| Haltepunkt / Haltestelle | 15,130               | Pěčín früher Pětschin H                       | 485 m                                 |
| Grenze | 18,600               | Protektoratsgrenze (1938–1945)                | Protektoratsgrenze (1938–1945)        |
| Kopfbahnhof Streckenende | 19,542               | Rokytnice v Orlických horách früher Rokitnitz | 560 m                                 |
| |                      |                                               |                                       |
| Frühere Namen Stand 1913. |                      |                                               |                                       |

Die Bahnstrecke Doudleby nad Orlicí–Rokytnice v Orlických horách ist eine regionale Eisenbahnverbindung in Tschechien, die ursprünglich als landesgarantierte Lokalbahn Daudleb–Rokitnitz erbaut und betrieben wurde. Sie zweigt in Doudleby nad Orlicí von der Bahnstrecke Chlumec nad Cidlinou–Międzylesie ab und führt über Vamberk nach Rokytnice v Orlických horách (Rokitnitz im Adlergebirge).

## Geschichte
Die Konzession zum Baue und Betriebe einer als normalspurige Lokalbahn auszuführenden Lokomotiveisenbahn von der nächst der Personenhaltestelle Daudleb der Linie Prag–Mittelwalde der k.k. priv. österr. Nordwestbahn neu zuerrichtenden Anschlußstation Daudleb über Wamberg nach Rokitnitz erhielten die Stadtgemeinden Rokitnitz und Wamberg am 27. Dezember 1904. Teil der Konzession war die Verpflichtung, den Bau der Strecke sofort zu beginnen und binnen zwei Jahren fertigzustellen. Die Konzessionsdauer war auf 90 Jahre festgesetzt.  Am 15. Oktober 1906 wurde die Strecke eröffnet.
Am Tunnel bei Pěčín lag der 1000. Kilometer der Lokalbahnen, die durch das Königreich Böhmen finanziell gefördert und garantiert worden waren. Eine monumentale bronzene Gedenktafel an der Flügelmauer am Tunnelmund erinnert daran. Sie trägt zweisprachig die Aufschrift:
UNTER DER REGIERUNG/ SEINER MAJESTÄT/ FRANZ JOSEF I./ VON GOTTES GNADEN KAISERS VON OESTER-/ REICH KŐNIG VON BŐHMEN USW – UND APOSTO-/ LISCHEN KŐNIG VON UNGARN USW. USW./ ALS/ GEORG FŰRST VON LOBKOWICZ/ OBERSTLANDMARSCHALL DES KŐNIGREICHS BŐHMEN,/ UND LANDESAUSSCHUSSBESITZER/ ADALBERT JOSEF GRAF SCHOENBORN/ REFERENT IN EISENBAHNGELEGENHEITEN WAR,/ WURDE/ DER TAUSENDSTE KILOMETER/ DER VOM KŐNIGREICHE BŐHMEN GARANTIERTEN/ UND UNTER DER AUFSICHT DES/ LANDESAUSSCHUSSES DES KŐNIGREICHES BŐHMEN/ GEBAUTEN LOKALBAHNEN/ AN DIESER STELLE VOLLENDET/ AM 20. SEPTEMBER 1906/

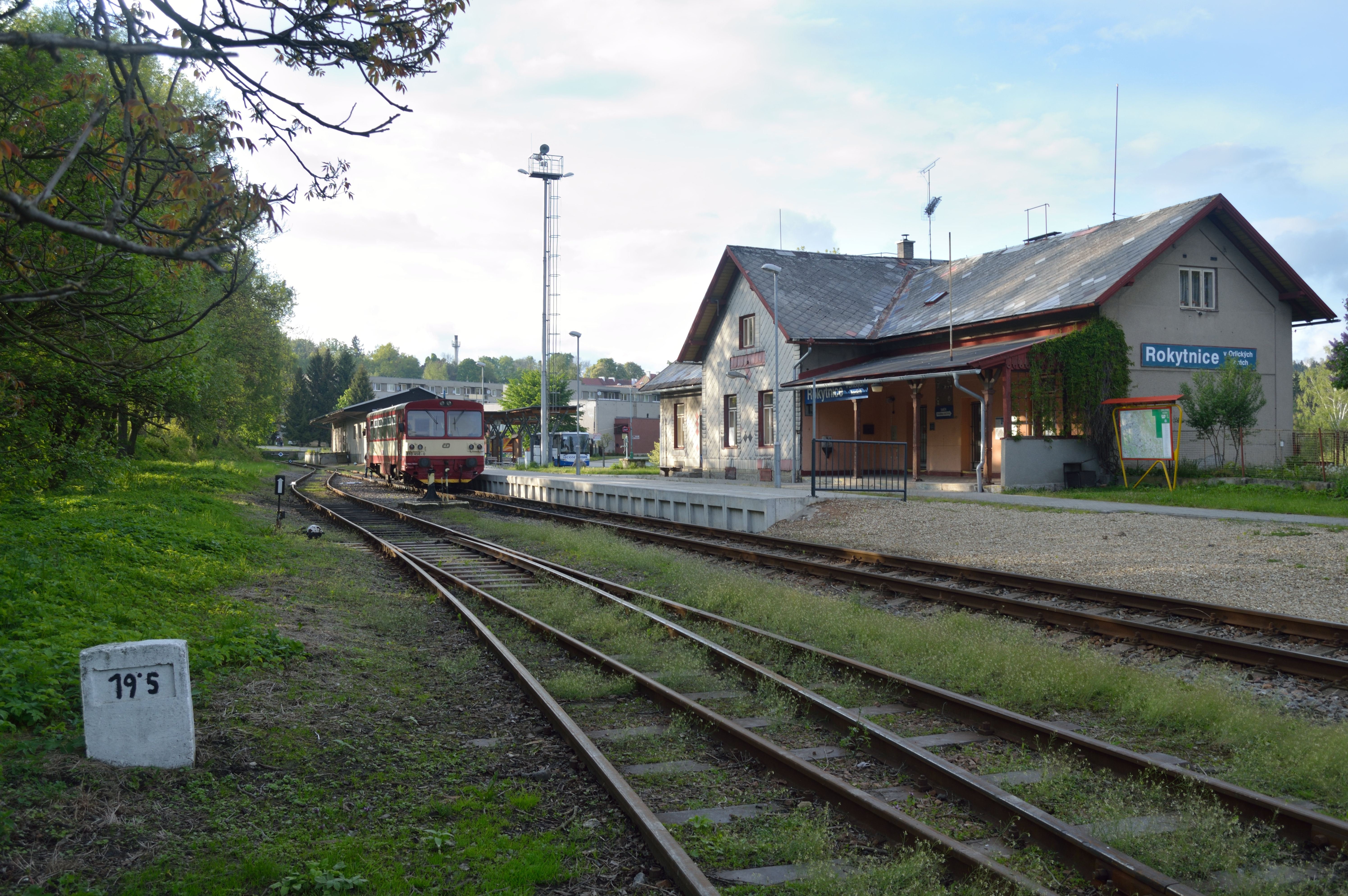
Bahnhof Rokytnice v Orlicí horách (2014)

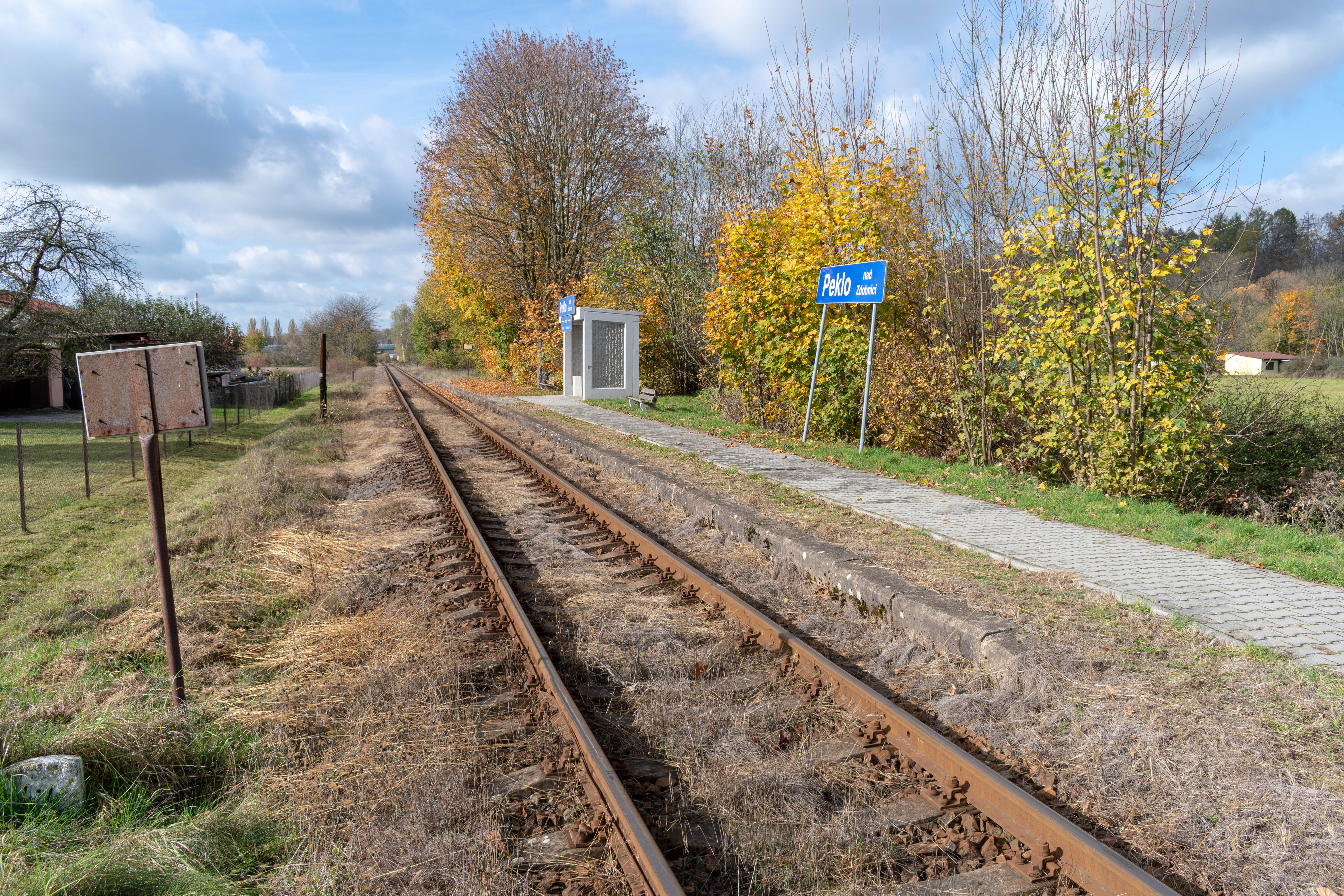
Haltestelle Peklo nad Zdobnicí (2019)

Die Betriebsführung für Rechnung der Eigentümer übernahmen die k.k. Staatsbahnen (kkStB). Im Jahr 1912 wies der Fahrplan der Lokalbahn vier gemischte Zugpaare 2. und 3. Klasse aus. Die Züge benötigten für die 21 Kilometer lange Strecke bergwärts nach Rokitnitz etwa 80 Minuten.
Nach dem Ersten Weltkrieg traten an Stelle der kkStB die neu gegründeten Tschechoslowakischen Staatsbahnen (ČSD).
Am 1. Januar 1925 wurde die Lokalbahn Daudleb–Rokitnitz per Gesetz verstaatlicht und die Strecke wurde ins Netz der ČSD integriert. Im Eigentum der ČSD kam es sukzessive zur Verdichtung des Fahrplanes sowie zur Reduzierung der Fahrzeiten. Der ab 3. Oktober 1937 gültige Winterfahrplan 1937/38 verzeichnete sieben Personenzugpaare über die Gesamtstrecke sowie weitere zwei Zugpaare zwischen Doudleby nad Orlicí und Vamberk. Ein Teil der Züge wurde mit modernen Motorzügen geführt. Der schnellste Zug benötigte für die Strecke bergwärts nur noch 57 Minuten.
Nach der Angliederung des Sudetenlandes an Deutschland im Oktober 1938 lag die Stadt Rokitnitz und damit auch ein kurzer Abschnitt der Strecke auf nunmehr deutschem Staatsgebiet. Da keine direkte Anbindung an andere deutsche Strecken bestand, verblieb die Gesamtstrecke allerdings im Betrieb der nunmehrigen Protektoratsbahnen Böhmen und Mähren (ČMD-BMB). Als Grenzbahnhöfe mit Paß- und Zollkontrolle fungierten fortan die Betriebsstellen Pěčín / Petschin und Rokitnitz. Nach dem Ende des Zweiten Weltkrieges im Mai 1945 kam die Strecken wieder zur Gänze zu den ČSD.
Am 1. Januar 1993 ging die Strecke infolge der Dismembration der Tschechoslowakei an die neu gegründeten České dráhy (ČD) über. Seit 2003 gehört sie zum Netz des staatlichen Infrastrukturbetreibers Správa železniční dopravní cesty (SŽDC), heute: Správa železnic (SŽ).
Der Fahrplan 2008 verzeichnete insgesamt neun täglich verkehrende Zugpaare über die Gesamtstrecke, von denen einige von und nach Týniště nad Orlicí durchgebunden wurden.
Im Jahr 2010 wurde die seit 1958 denkmalgeschützte Gedenktafel in Pěčín gestohlen. 2014 schuf Petr Kolářský eine Kopie.

## Fahrzeugeinsatz

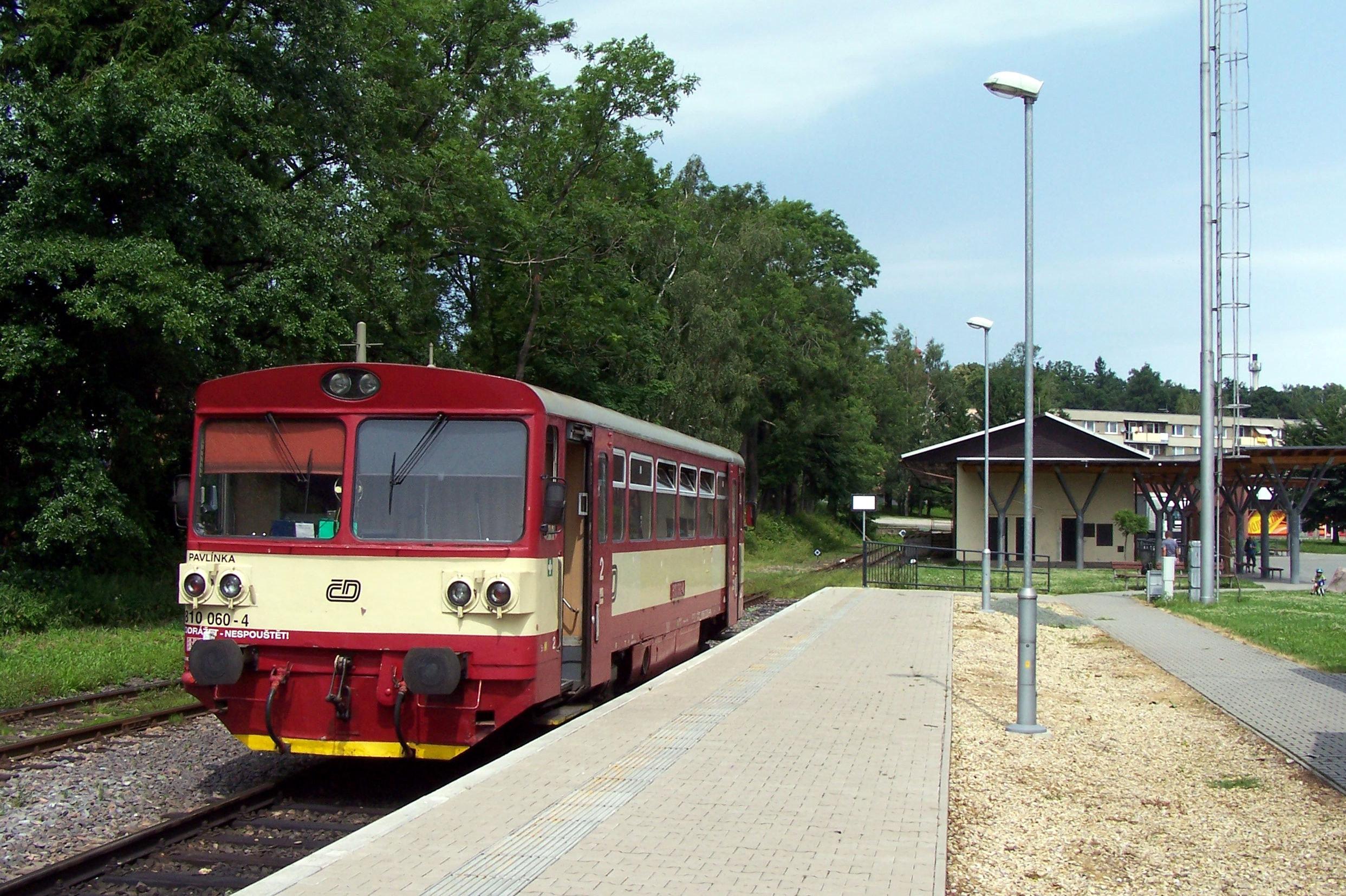
ČD-Baureihe 810 (Rokytnice; 2012)

Für Rechnung der Lokalbahn Daudleb–Rokitnitz beschafften die kkStB zwei Lokomotiven der Reihe 97. Die Lokomotiven besaßen die Betriebsnummern 97.195 und 196.
Heute wird der Reiseverkehr ausschließlich mit den bewährten zweiachsigen Triebwagen der ČD-Baureihe 810 abgewickelt.